# Дар (фильм, 2018)
«Дар» — российский комедийный фильм Михаила Кукушкина. Вышел в прокат 9 мая 2019 года.

## Сюжет
Фильм снят по роману-комедии Сергея Жмакина "Золотая струя" (лонг-лист "Русского Букера-2015"). Картина расскажет об обычном провинциальном рабочем, готовящемся к выходу на пенсию, Толе Сидорове, который вдруг проявляет себя как художник и становится знаменитым благодаря необычному, «интимному» подходу к работе, но предпочитает сохранять конфиденциальность, так как не может определиться, является ли творчеством то, что он делает...

## В ролях
| Актёр               | Роль                  |
| ------------------- | --------------------- |
| Алексей Колубков    | Витя                  |
| Юрий Оборотов       | Сидоров               |
| Владимир Карпук     | Костя                 |
| Валерия Дергилева   | Настя                 |
| Светлана Гера       | Света                 |
| Евгений Зеленов     | начальник Сидорова    |
| Ульяна Глушкова     | галеристка            |
| Алёна Константинова | секретарша галеристки |
| Виктория Пятакина   | Маруся                |
| Дмитрий Пугач       | Климачёв              |
| Евгений Саранчев    | Вадим                 |